# هاري إرفينغ
هاري إرفينغ هو لاعب كرة القدم الكندية كندي، ولد في 4 مارس 1927 في كالغاري في كندا، وتوفي بنفس المكان في 22 مايو 2006.

## وصلات خارجية
- هاري إرفينغ على موقع JustSportsStats.com (الإنجليزية)